# Visconde de Pelotas
Visconde de Pelotas é um título nobiliárquico brasileiro criado por D. Pedro I do Brasil, por decreto de 12 de outubro de 1825, em favor a Patrício José Correia da Câmara.
Titulares
1. Patrício José Correia da Câmara – 1.º barão de Pelotas;
2. José Antônio Correia da Câmara – neto do anterior, 2.º barão de Pelotas.